# دانييلي دي باولي
دانييلي دي باولي (بالإيطالية: Daniele De Paoli)‏ (و. 1973  م) هو راكب دراجة هوائية إيطالي، ولد في بافيا.

## سباقات أو مراحل فاز بها
| التاريخ       | السباق                 | المركز                      |
| ------------- | ---------------------- | --------------------------- |
| 01 يناير 1998 | طواف إيطاليا 1998      | الثامن في التصنيف العام     |
| 25 يونيو 1998 | طواف سويسرا 1998       | الفائز في ترتيب التسلق      |
| 01 يناير 1999 | طواف إيطاليا 1999      | الثامن في التصنيف العام     |
| 09 أبريل 1999 | طواف إقليم الباسك 1999 | السابع في تصنيف الجبال      |
| 13 يونيو 1999 | جيرو أبنينس 1999       | المركز الثالث               |
| 16 أغسطس 2000 | طواف فيرزين 2000       | المركز الثالث               |
| 20 أغسطس 2000 | 2000 Züri-Metzgete     | التاسع في التصنيف العام     |
| 01 يناير 2001 | طواف إيطاليا 2001      | المرتبة 21 في التصنيف العام |
| 08 يوليو 2001 | 2001 Trofeo Matteotti  | المركز الثالث               |
| 01 يناير 2002 | طواف إيطاليا 2002      | الرابع في تصنيف الجبال      |

## روابط خارجية
- دانييلي دي باولي على موقع أرشيف الدراجات (الإنجليزية)
- دانييلي دي باولي على موقع إحصائيات الدراجات الإحترافية (الإنجليزية)
- دانييلي دي باولي على موقع نسبة الدراجات (الإنجليزية)
- دانييلي دي باولي على موقع CycleBase (الإنجليزية)